# Propebela miona
Propebela miona é uma espécie de gastrópode do gênero Propebela, pertencente a família Mangeliidae.